# Flyin Up
Flyin Up (рус. «Флаин ап»; с англ. — «Взлетаю») — узбекистанская рок-группа, играющая на стыке психоделического и прогрессивного рока/метала, а также пост-метала с элементами этнической музыки Центральной Азии.

## История
Группа Flyin Up была создана в 2012 году в стенах Международного Вестминстерского университета в Ташкенте двумя гитаристами, Ринатом Байбуриным и Шухратом Сагатовым. Музыканты начинали с каверов Led Zeppelin, The Beatles, Metallica и Deep Purple. Вскоре к составу присоединился барабанщик Камронбек Мухаммадиев, а Владислава Доставалова ребята попросили научиться играть на бас-гитаре. Окончательно состав был укомплектован, когда к группе присоединился вокалист Жасур Худайбердиев.
Первый авторский альбом под названием «Ragnarock» был выпущен в 2016 году. Он был записан и сведен в студии ташкентского мультиинструменталиста и звукорежиссера Сергея Антошкина, а на сам материал ещё неопытной тогда группы большое влияние оказал друг группы — композитор, аранжировщик и вокалист Виталий Аминов, который позже переехал в Москву. 
В первые годы существования группа тоже меняла локацию, переезжая то в Алматы в 2014-м, то в Москву в 2016-м в поисках собственной идентичности и звучания. Из-за переезда в Москву группу покинул первый барабанщик, Камронбек Мухаммадиев, которого заменил московский барабанщик и звукорежиссер, Алексей Михеев. 
«Московский» период был важным с точки зрения становления группы. Именно тогда музыканты решили полностью отказаться от «съёмов» (каверов с сохранением оригинальной гармонии и структуры оригинала) и вплотную занялись сочинением первого сингла на узбекском языке, «O'zbegim», и песен для своего второго альбома, «Roaming». Впрочем, «O'zbegim» тоже является кавером — на песню узбекского музыканта Шерали Джураева; однако всё в этом кавере, от гармонии и звучания до переосмысления «месседжа», является авторским и положило начало узнаваемому стилю группы. Его тоже спродюсировал, записал и свёл Виталий Аминов. Благодаря этому проекту в соавторстве с Виталием группа впоследствии начала активно использовать «синтезированные» аранжировки и пространственные эффекты, отчасти из-за которых звучание изменилось из «хард-рокового» в «пост-роковое». Тогда же впервые было использовано горловое пение, что добавило звучанию «этническую» составляющую. 
«Roaming» стал кодой двухлетнего пребывания группы в Москве. Минималистичные гармонии, сложные размеры, горловое и обертонное пение, гитары с большим «дилеем», гипнотические ритмы — все элементы, которые стали основой звучания в дальнейших работах, музыканты впервые соединили вместе в рамках этого EP, состоящего из 4 песен. Спродюсировал, записал и свёл альбом Алексей Михеев, который также стал автором всех барабанных партий. Релиз альбома состоялся, когда группа вернулась в Ташкент летом 2018 года. На этом активное сотрудничество с Алексеем Михеевым закончилось. 
В 2020 году группа выступила на фестивале IlkhomRockFest на сцене театра «Ильхом», где, кроме старого материала, отыграла несколько новых песен. Совместно с театром «Ильхом» был снят клип на песню «Dunyolar». Flyin Up регулярно принимают участие в музыкальных мероприятиях театра. Тем временем, покинувшего группу по личным причинам гитариста Шухрата Сагатова заменил Санжар Исматов.
В 2021 году группа приняла участие в международном фестивале Kol Fest на берегу озера Иссык-Куль в Кыргызстане. В том же году совместно с джазовой и фолк-певицей Фериде Гиргин был выпущен русскоязычный сингл «Valhalla», который ознаменовал переход от хрестоматийного пост-метала к новому звучанию группы, с более заметным упором на этническую и психоделическую составляющую. 
В 2023 году Flyin Up выпустили свой первый альбом на узбекском языке «Jimlik» (с узб. — «Безмолвие»), а также представили анимационный фильм на песни этого альбома. В процессе записи использовались в том числе народные инструменты — уд и кыл кыяк. Тексты песен изначально были написаны на английском языке, а затем переведены на узбекский при содействии блогера Мирзо Зоминий. В записи, среди прочих, принял участие известный ташкентский джазовый мультиинструменталист Санжар Нафиков. В августе 2023-го группа представляла Узбекистан на театральном фестивале Vaba Lava в Эстонии.
В 2024 году Flyin Up стали лицом рубрики «Weekly Featured Artist» независимой американской онлайн-платформы музыкальной журналистики «Everything Is Noise», а Жасур Худайбердиев принял участие в узбекистанской версии международного проекта «Голос». Новым барабанщиком группы стал Роман Ширшов, участник популярной в Узбекистане инди-группы Bu Qala.

## Восприятие
«Dunyolar» демонстрирует метафизическую восприимчивость группы, восприятие духовности, которая, кажется, исходит из самой земли Центральной Азии. Осторожное увлечение метафизикой и тонкий балет между человеком и его природой пронизывают психоделическую, эмоционально насыщенную музыку группы.
Оригинальный текст (англ.)“Dunyolar” showcases the band’s metaphysical sensibilities, a perception of the spirituality that seems to emanate from the ground of Central Asia.  A cautious fascination with the metaphysical and the gentle ballet between humans and their natural world infuse the psychedelic, dynamically emotional music the band produces
Everything Is Noise, https://everythingisnoise.net/weekly-featured-artist/wfa-flyin-up/
Их песни – это кропотливое исследование пространства и времени, в которых мы живём, с элементами местной культуры и узбекского языка, что делает их поистине особенными.
Оригинальный текст (англ.)Their songs are patient explorations of the space and time we dwell in, interspersed with elements of the local region and the Uzbek language, which make them truly special.
Metal Temple, https://metal-temple.com/report/flyin-up-norvi-and-more-at-vm-bar-2022/

## Участники группы
| Текущий состав - Жасур Худайбердиев — вокал (2012—наши дни) - Ринат Байбурин — гитара (2012—наши дни) - Санжар Исматов — гитара (2020—наши дни) - Владислав Доставалов — бас-гитара (2012—наши дни) - Роман Ширшов — ударные (2024—наши дни) | Бывшие участники - Шухрат Сагатов — гитара (2012—2020) - Камронбек Мухаммадиев — ударные (2012—2018) - Алексей Михеев — ударные (2018—2019) - Артём Щербаков — ударные (2019—2024) |

Временная шкала

## Дискография

Flyin Up - «Jimlik» (2023)

### Студийные альбомы
- Ragnarock (2016)
- Roaming (2019)
- Jimlik (2023)

### Синглы
- O'zbegim (2017)
- Dunyolar (2020)
- Valhalla (2021)